# Ticker (film)
Ticker is een thriller van Albert Pyun. De film werd gemaakt in de Verenigde Staten in het jaar 2001. 

## Verhaal
San Francisco. Inspecteur Ray Nettles zit achter de beruchte terrorist Swan aan. Bij een poging om de kerel in te rekenen, komt een politieagent om het leven...

## Rolverdeling
| Acteur                  | Personage           |
| ----------------------- | ------------------- |
| Tom Sizemore            | Ray Nettles         |
| Steven Seagal           | Frank Glass         |
| Dennis Hopper           | Alex Swan           |
| Nas                     | Art "Fuzzy" Rice    |
| Jaime Pressly           | Claire Manning      |
| Kevin Gage              | Payton "Pooch" Stad |
| Romany Malco            | T.J. Littles        |
| Mimi Rose               | Beverly "Bev" Seabo |
| Peter Greene            | Artie Pluchinsky    |
| Ice-T                   | Vincent Cruichshank |
| Rozonda "Chilli" Thomas | Lilly McCutcheon    |
| Michael Halsey          | Simon Vershbow      |
| Norbert Weisser         | Billy Dugger        |
| Joe Spano               | R.J. Winters        |
| Milos Milicevic         | Milos               |
| Jenny McShane           | Nettles' vrouw      |
| Joey Meyer Rosenblum    | Pooch's zoon        |